# Sonnet 30
Sonnet 30 o When to the sessions of sweet silent thought è il trentesimo dei Sonnets di William Shakespeare.
When to the sessions of sweet silent thought

I summon up remembrance of things past,

I sigh the lack of many a thing I sought,

And with old woes new wail my dear time's waste:

Then can I drown an eye, unused to flow,

For precious friends hid in death's dateless night,

And weep afresh love's long since cancell'd woe,

And moan the expense of many a vanish'd sight:

Then can I grieve at grievances foregone,

And heavily from woe to woe tell o'er

The sad account of fore-bemoaned moan,

Which I new pay as if not paid before.

      But if the while I think on thee, dear friend,

      All losses are restor'd and sorrows end.

## Analisi del testo

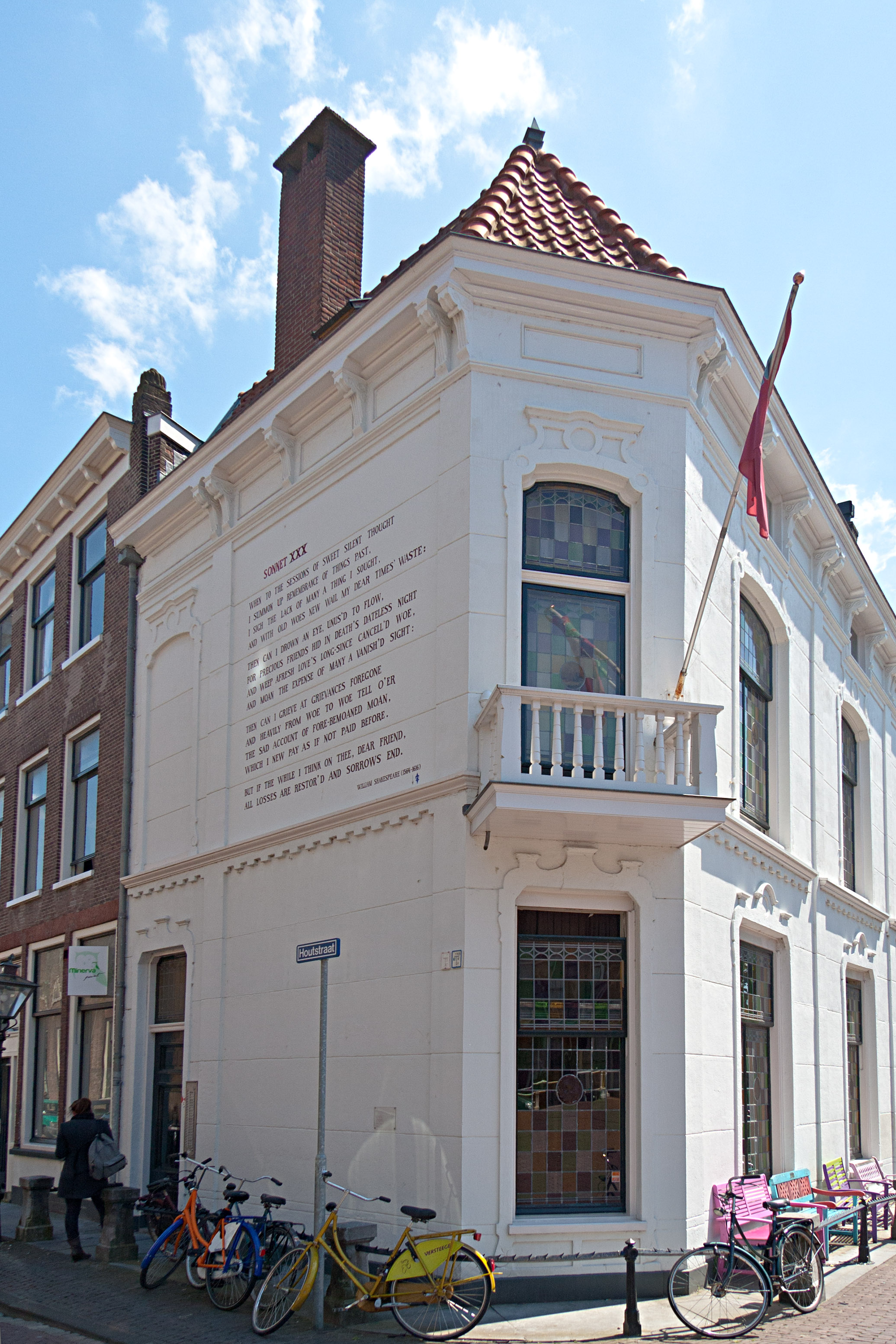
Sonnet XXX a Leida

In continuità con la struttura e la poetica del Sonnet 29, il Sonnet 30 esibisce una tradizionale struttura di tre quartine, nelle quali l'io accumula le ragioni del proprio rimpianto, più il distico finale, dove la situazione è capovolta.
Contrariamente a quanto avviene nel sonetto precedente, con questo ci si trova di fronte a un dibattito tutto interiore dell'io pensante.

### Quartine
L'io spiega nella prima quartina che il pensiero (thought) si confronta col ricordo (remembrance) del tempo preziosissimo buttato via (dear time's waste): questo lo porta a una condizione di pianto e sconforto per la vanità (vanished) della sofferenza d'amore (love's woe), cose espresse nella seconda e nella terza quartina, attraverso l'uso di un linguaggio della sofferenza, con termini come weep (piangere), woe (pena), moan (lamento), e con l'uso marcato, ai versi 9-12, dell'anafora (woe to woe, col richiamo al woes del v.4 e al woe del v.7) e della figura etimologica (bemoaned moan).

### Distico finale
Il distico argina questo climax ascendente di dolore prodotto dal pensiero, ribaltando, attraverso l'uso del pensiero stesso (if [...] I think), il suo stato tormentato: e ciò è reso possibile solo dal riscatto (restored) dato dalla memoria del fair youth, quel dear friend che appare solo nel penultimo verso del sonetto.